# دوریسمار
دوریسمار (انگلیسی: Dorismar؛ زاده ۱۵ مارس ۱۹۷۵) یک مانکن است.